# Richard Ravalomanana
Dans le nom malgache Ravalomanana Richard, le nom de famille précède le prénom, mais cet article utilise l’ordre habituel en français Richard Ravalomanana, où le prénom précède le nom.
Richard Ravalomanana est un militaire et homme d'État malgache, né le 14 décembre 1959 à Antananarivo. 
Gendarme, il mène une mutinerie pendant le coup d'état de 2009 qui mène Andry Rajoelina au pouvoir, reste proche du nouveau pouvoir en place et occupe plusieurs postes de commandements. Nommé sénateur, le 8 septembre 2023, il est renommé président du Sénat, un mois plus tard. Après la démission du président Andry Rajoelina, il profite de la démission du président du Sénat pour devenir chef de l'État par intérim, jusqu'à la réélection de ce dernier. Il redevient ensuite président du Sénat.
Son surnom « Bomba » (Bombe en malgache) vient du fait qu il ait géré une affaire d'attentat avorté à la bombe et de ses méthodes musclées dans la répression des manifestations,.

## Biographie

### Jeunesse et formation
Richard Ravalomanana est né dans une famille de militaires. Il a fait ses études à l'École militaire d'Antsirabe, puis à l'École supérieure de la gendarmerie nationale de Moramanga. Il a également suivi des formations au Collège interarmées de Défense à Paris et à l’École d’enseignement supérieur de la gendarmerie nationale de Melun.

### Carrière militaire
Richard Ravalomanana a commencé sa carrière militaire en tant que sous-lieutenant en 1986. Il a travaillé une quarantaine d’années dans les forces armées au Palais de Mahazoarivo, résidence du Premier Ministre.
Lors de la crise politique de 2009, il mène une mutinerie et l’attaque du camp de la Force d’intervention de la gendarmerie, dont le chef, le général Zafera, hésitait à rejoindre le camp des pro-Rajoelina. Après la prise de pouvoir non-constitutionelle de ce dernier, il est promu et nommé au commandement de la circonscription inter-régionale de la gendarmerie nationale à Antananarivo. Pendant la période de transition qui a suivi la crise, il a exercé de facto le commandement des forces armées, s'opposant aux adversaires d'Andry Rajoelina et allant jusqu'à refuser à plusieurs reprises le retour d'exil de l'ancien président Marc Ravalomanana.
Resté fidèle aux nouveau régime en place, il devient rapidement Général de corps d'armées et occupe divers postes de commandement, notamment à la tête de la gendarmerie nationale. Il est nommé commandant de la Gendarmerie en 2012.
Lors de l'arrivée au pouvoir de Hery Rajaonarimampianina, en 2014, il est écarté de son poste de commandant de la Gendarmerie nationale.

### Carrière politique
Richard Ravalomanana a été secrétaire d'État auprès du ministère de la Défense nationale à la Gendarmerie nationale de 2019 à 2021. En septembre 2023, il est nommé sénateur par le président de la République, Andry Rajoelina, remplaçant Landy Mbolatiana Randriamanantenasoa, nommée ministre de l'Éducation nationale en février de la même année.

### Chef de l'État par intérim

#### Nommination au poste de président
Une fois sa candidature validée par la Haute Cour constitutionnelle (HCC), Andry Rajoelina démissionne le 9 septembre 2023 afin de pouvoir se présenter à sa réélection, comme la Constitution l’exige. Conformément à cette dernière, le président du Sénat, Herimanana Razafimahefa doit alors assurer l'intérim, mais celui-ci y renonce « pour raisons personnelles ». L'intérim est par conséquent assuré de manière collégiale par le gouvernement Ntsay III.
Le 9 octobre, cependant, Razafimahefa déclare que sa lettre de renonciation auprès de la HCC s'est faite sous les pressions et les menaces de mort de membres du gouvernement. Il annonce par conséquent vouloir faire annuler cette lettre afin d'assurer l'intérim. Il est destitué par le Premier ministre Christian Ntsay de la présidence du Sénat pour « déficience mentale » avant d'élire le lendemain Richard Ravalomanana à sa place, malgré la publication par Razafimahefa d'un examen médical le déclarant sain d'esprit. Le 27 octobre, Richard Ravalomanana assume l'intérim de la présidence en tant que nouveau président du Sénat. Ces évènements provoquent les critiques de l'opposition et l'inquiétude de la communauté internationale pour le bon déroulement du scrutin,,,.
L'opposition accuse alors Andry Rajoelina de « coup d'état institutionnel ».

#### Dérives autoritaire
L'éléction présidentielle de 2023, largement contesté et boycotté,, voit la victoire au premier tour d'Andry Rajoelina. Dénonçant les résultats des élections, les candidats d'oppositions appelle à la manifestation qui seront violemment réprimé sur ordre de Richard Ravalomanana,,.
Il a donné l’ordre aux responsables des ministères de l’Enseignement supérieur et de l’Economie et des Finances de suspendre les soldes des enseignants chercheurs en grève depuis plusieurs mois. Les grévistes accusent l'état d'avoir délaissé le secteur de l’enseignement et dénoncent la violation des droits des enseignants par le gouvernement.

## Distinctions

### Distinctions honorifiques malgaches
- Chevalier de Mérite de Madagascar,
- Officier de Mérite de Madagascar,
- Commandeur de l’Ordre de Mérite de Madagascar,
- Chevalier de l’Ordre national Malagasy
- Commandeur de l’Ordre national Malagasy
- Grand officier de l’Ordre national Malagasy

### Distinctions honorifiques étrangères
- Médaille d’Or de la Défense nationale ( France)